# TT97
La tombe thébaine TT 97 est située à Cheikh Abd el-Gournah, dans la nécropole thébaine, sur la rive ouest du Nil, face à Louxor en Égypte.
C'est la sépulture d'Amenemhat, qui a vécu sous le règne d'Amenhotep II.